# Wum
Wum este un oraș din Camerun, reședință a departamentului Menchum.